# Uddevalla centralstation
Uddevalla centralstation är en järnvägsstation i centrala Uddevalla. Från stationen går Västtågen, som ingår i Västtrafik, mot Göteborg, Strömstad,  och (via Borås) Varberg. SJ trafikerar stationen med ett tåg/dygn från/till Stockholm och sommartid även till/från Strömstad.
Stationen ligger 800 meter från stadens regionalbusstation Kampenhof, och 1 km från stadens mittpunkt. Av de sju stadsbusslinjerna i staden passerar två centralstationen. En del regionala busslinjer går också till stationen.
Det finns ytterligare en järnvägsstation i Uddevalla, Uddevalla Östra belägen längs Bohusbanan.

## Historia
Den första järnvägen vid Uddevalla var Älvsborgsbanan (då kallad Herrljungabanan) mot Herrljunga/Borås. Den öppnades för trafik 1867. Stationen i Uddevalla låg då centralt vid Kampenhof. Tågen fick vända på bangården för att gå mellan stationen och Älvsborgsbanan. År 1895 öppnades den smalspåriga Lelångenbanan för trafik, med samma station och egna spår i en halvcirkel väster om centrala staden. År 1903 öppnades Bohusbanan för trafik Strömstad-Uddevalla och då hade en ny station byggts längre norrut för att de framtida tågen från Göteborg skulle gå runt staden. Detta är alltså den nuvuarande centralstationen. 1905 öppnades trafiken Göteborg-Uddevalla. Älvsborgsbanans tåg började stanna vid den nya stationen (då kallad SJ-stationen), men fortsatte gå (via en ny slinga) till sin station, som då började kallas hamnstationen eller UVHJ-stationen, efter att innan dess kallats Uddevalla station. Från 1956 använde Lelångenbanan tåg den nya stationen istället för den mer centralt belägna Kampenhof. På 1990-talet öppnades Uddevalla Östra för att underlätta gymnasieungdomar att ta tåget till skolan.